# Rot47
Rot-47 é uma cifra do tipo das cifras de César e similar a Rot-13, com a diferença de que o valor de rotação é maior (47 em vez de 13), e os caracteres envolvidos não são apenas as letras do alfabeto e passam a incluir também os algarismos romanos, a maioria dos sinais de pontuação e alguns caracteres especiais - enfim, todos os caracteres ASCII com códigos entre 33 e 126, inclusive estes.
Apesar de «baralhar» números (coisa que o Rot-13 não faz), o Rot-47 é igualmente inadequado para qualquer tipo de uso criptográfico real, devido às limitações inerentes a todas as Cifras de César.